# Orphnus gilleti
Orphnus gilleti är en skalbaggsart som beskrevs av Eugène Benderitter 1923. 
Orphnus gilleti ingår i släktet Orphnus och familjen Orphnidae. Inga underarter finns listade i Catalogue of Life.